# حيزات منفصلة

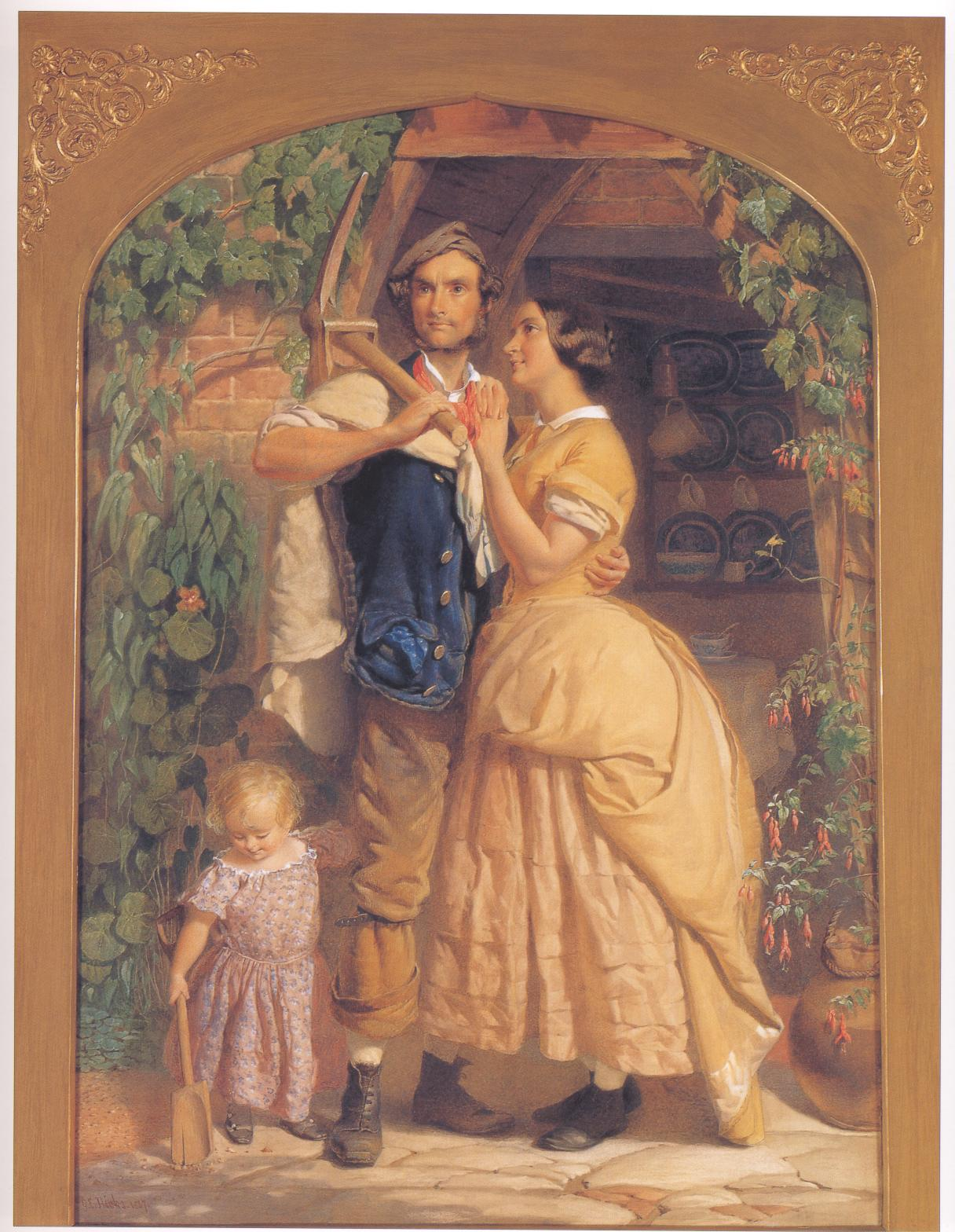

يشير مصطلحا الحيزات المنفصلة وثنائية المنزل – العام إلى ظاهرة اجتماعية ضمن نطاق المجتمعات الحديثة، التي تتميز –إلى حد ما– بوجود فصل تجريبي بين الحيز المنزلي أو الخاص من جهة والحيز العام أو الاجتماعي من جهة أخرى. قد تبدو هذه الرؤية مثيرةً للجدل، إذ غالبًا ما يُنظر إليها على أنها داعمة للأيديولوجيات الأبوية، التي تسعى بدورها إلى خلق أو تعزيز أي فصل بين الحيزات بالإضافة إلى حصر دور المرأة ضمن نطاق الحيز المنزلي أو الخاص.
تستند الأيديولوجية الأبوية المتعلقة بالحيزات المنفصلة في المقام الأول إلى مفاهيم الأدوار الجنسانية المُحددة بيولوجيًا و/أو العقيدة الدينية الأبوية، وتزعم أنه ينبغي على النساء تجنب الحيز العام، أي مجال السياسة والعمل المأجور والتجارة والقانون. تدّعي هذه الأيديولوجية أن «الحيز الملائم» للمرأة هو الحياة المنزلية، التي تتمحور حول رعاية الأطفال والتدبير المنزلي والدين.
انبثقت الفكرة التي تزعم مثالية الحيزات المنفصلة خلال الثورة الصناعية في أوروبا وأمريكا الشمالية، إلا أنه يمكن ملاحظة وجود مثل هذه الحيزات المنفصلة قبل ذلك بكثير.

## نبذة تاريخية
انتشرت الفكرة القائلة بأنه ينبغي على المرأة العيش ضمن حيز منزلي منفصل في الفكر الغربي لقرون من الزمن، إذ يعود أصل هذه الفكرة إلى الإغريق القدماء. وصف أرسطو في كتابه السياسة حيزين منفصلين ضمن المجتمع الإغريقي، وهما المنزل (إيكوس) والمدينة (بوليس). فسر البعض وجهات نظر أرسطو باعتبارها هادفة إلى حصر المرأة في الحيز الخاص، بينما يُفترض أن يشغل الرجال الحيز العام (بوليس). تمازج كل حيز مع الآخر بطرق شتى. استمر الجدال حول الأدوار «الملائمة» للنساء والرجال طيلة العصور القديمة.
ظهرت الأيديولوجية الحديثة المرتبطة بالحيزات المنفصلة في أعقاب الثورة الصناعية. عمل أفراد الأسرة جنبًا إلى جنب قبيل التحول الصناعي في العالم الغربي، إذ غالبًا ما كان مكان العمل قريبًا من المنزل أو داخله. غادر الرجال منازلهم بعد انتقال العملية الإنتاجية من المنزل إلى المصنع بغرض عرض عملهم مقابل أجر، بينما بقيت النساء في المنزل بغرض تأدية عملهن المنزلي دون أي أجر. عكست أيديولوجية الحيزات المنفصلة هذه التغييرات وغذتها. ساهمت كل من حركة التنوير والثورة الفرنسية في تلك الفترة في نشر أفكار الحرية والمساواة والحقوق السياسية، إلا أن النساء قد حُرمن من هذه الحقوق عمليًا بسبب النظرة الشائعة المتمثلة بكونهن منتميات إلى حيز اجتماعي مختلف.  
طالبت بعض الكاتبات النسويات –مثل أوليمب دو غوج وماري وولستونركافت ولوسي ستون– بالمساواة السياسية بين النساء والرجال، إذ وجهن انتقادات لاذعة لمُثل «الحيز المنفصل» التي حصرت النساء في الحيز المنزلي. طرح بعض المنظرون –مثل فريردريك إنجلز وكارل ماركس– الفكرة القائلة بفقدان المنزل لسيطرته على وسائل الإنتاج بعد صعود الرأسمالية، وبالتالي فقد أصبح حيزًا خاصًا ومنفصلًا. أكد إنجلز على أن استبعاد النساء من المشاركة المباشرة في عملية الإنتاج وانحصار دورهن في الحيز المنزلي الثانوي هو نتيجة لما سبق.

اعتُبر المفكر السياسي الفرنسي ألكسيس دو توكفيل أحد المعلقين الرئيسيين الآخرين على فكرة «الحيزات المنفصلة» الحديثة. تضمن كتاب توكفيل الديمقراطية في أمريكا (1840) فصلًا تحت عنوان كيف يفهم الأمريكيون المساواة بين الجنسين، إذ كتب فيه: «لم تبذل أي دولة مثل هذه العناية المكثفة في تتبع مسارين مختلفين تمامًا من العمل للجنسين وجعلهما متماشيين مع بعضهما البعض ضمن طريقين منفصلين تمامًا كما هو الحال في أمريكا». لاحظ توكفيل أن المرأة المتزوجة –على وجه الخصوص– خاضعة للعديد من القيود، مشيرًا إلى أن «خسارة استقلالية المرأة في الروابط الزوجية أمر لا يمكن استعادته»، ومضيفًا أن «الرأي العام المتصلب في الولايات المتحدة هو ما يحد المرأة بحرص ضمن دائرة الاهتمامات والواجبات المنزلية الضيقة ويمنعها من تجاوزها». نظر توكفيل إلى الحيزات المنفصلة لكل من النساء والرجال على أنها تقدم إيجابي، إذ جادل قائلًا:
إن النساء في الولايات المتحدة محصورات ضمن دائرة الحياة المنزلية الضيقة ويمكن اعتبارهن في بعض النواحي في حالة من الاعتمادية الشديدة، إلا أنني لم أر امرأة تشغل منصبًا أعلى في أي مكان آخر، وإن سُئلت...إلى ماذا يجب أن يُعزى الرخاء الفردي والقوة المتزايدة لهؤلاء الناس في المقام الأول، فيجب أن أجيب — إلى تفوق نسائهم. 
أكد كتاب بيتي فريدان اللغز الأنثوي على أن النساء لا يمتلكن أي استعداد «متأصل» للاعتماد على أزواجهن وأطفالهن، بل النموذج القمعي التاريخي هو ما أجبر النساء على ذلك باعتبارهم مصادر هويتهن الوحيدة. عرّفت المؤرخة باربرا ويلتر ما تسميه بـ «ثقافة الأنوثة الحقيقية» بالاعتماد على أفكار فريدان، إذ قالت بأنها مثال على الأنوثة السائدة بين الطبقات العليا والمتوسطة في القرن التاسع عشر. انبغى على «النساء الحقيقيات» أن يكن صالحات ونقيات وخنوعات ومحصورات ضمن الحيز المنزلي. اعتُبرت الحياة المنزلية –على وجه الخصوص– فضيلةً جديرةً بالثناء، إذ كان المنزل الحيز الملائم للمرأة. انتقد ولتر وغيره من مؤرخي القرن العشرين –على النقيض من توكفيل– أيديولوجية الحيزات المنفصلة، إذ رأوا فيها مدعاة لتشويه سمعة المرأة.
تؤكد ميشيل روزالدو في كتابها المرأة والثقافة والمجتمع (1974) على الفكرة القائلة بأن هذه الحيزات المنفصلة قابلة للتفسير على أساس الثنائية، بمعنى أن هذه المجالات المراعية للمنظور الجنساني منفصلة تمامًا بحيث أنها لا تعزز سوى أيديولوجية الفصل الجنساني واللامساواة. اعتُبرت الأنشطة المتاحة للرجال –بالمقارنة مع تلك الموكلة إلى النساء– ذات قيمة وتأثير أكبر في المجتمع، بينما اعتُبرت الأدوار –التي يُزعم بأنها بسيطة– الموكلة للمرأة ضمن نطاق العمل المنزلي وتربية الأطفال ذات قيمة أدنى بكثير. طرحت روزالدو الفكرة القائلة بأن «التفاوت العام» بين الجنسين هو السبب الرئيسي وراء نشوء هذه الانفصالات. يركز هذا النموذج في المقام الأول على التبعية الجيلية للنساء مقارنةً بالرجال لدى مختلف الثقافات على مر التاريخ، الأمر الذي ساهم في تعريف الحيز المنزلي والحيز العام على أنهما على النقيض من بعضهما البعض.
طعن العديد من الباحثين في هذا المجال في النموذج السابق من ذلك الحين، مدعين بأن هذه الحيزات لا يمكن تعريفها وفق مصطلحات بسيطة كهذه.  حللت لويس لامفير –إحدى محررات كتاب المرأة والثقافة والمجتمع– نموذج روزالدو، مناقشةً هذه الحيزات باستخدام عبارات مختلفة. بددت لامفير بدايةً جميع الشكوك المتعلقة بمفهوم «التفاوت العام»، باحثةً في المجتمعات المختلفة في جميع أنحاء العالم لإيجاد الإثباتات. لا يمكن تطبيق هذا النموذج بسهولة، حتى في بعض ثقافات الشرق الأوسط التي تضع النساء في مكانة متسمة بالتبعية المتطرفة. يعود السبب في ذلك إلى تداخل الحيز المحلي والحيز العام مع بعضهما البعض في أغلب الأحيان، وذلك بغض النظر عن التبعية الثقافية الأنثوية أو حتى التعادلية. تدخل المرأة الحيز العام بغرض تأدية واجبات معينة ضمن مسؤولياتها المنزلية. ينبغي على الرجال العودة إلى الحيز الخاص أو المنزلي في نهاية المطاف، وذلك كي يحضروا إلى المنزل غنائم عملهم في المجال العام. ومن هذا المنطلق، أنشئت الأيديولوجيات الجنسانية وفرضت حيزان منفصلان. لا يُعتبر هذين الحيزين ثنائيي الأوجه، بل يشكلان نظامًا متكاملًا للحياة في المجتمع، ويختلفون من ثقافة إلى أخرى من حيث مستويات الشدة.